# La Fille du maharadjah

La Fille du maharadjah (The Maharaja's Daughter) est une mini-série américano-canado-germano-italienne réalisée par Dick Lowry et diffusée en 1994.

## Synopsis
Messua est un médecin qui vit au Canada. Fille d'un grand maharadjah, elle rend visite à son père en Inde. Un ami de celui-ci, Chandra Gusta, Radjah de Ranjapour, voit en Messua la réincarnation de sa défunte épouse. Décidé à l'épouser, il l'enlève pour en faire sa femme...

## Fiche technique
- Titre original : The Maharaja's Daughter
- Réalisation : Burt Brinckerhoff
- Scénario : Luciano Donati, Sergio Donati, George Eastman, Marco Tocchi, Franco Verucci
- Durée : 2 x 95 minutes
- Pays :  États-Unis,  Canada,  Allemagne,  Italie

## Distribution
- Hunter Tylo (VF : Blanche Ravalec) : Messua Shandar
- Bruce Boxleitner (VF : Nicolas Marié) : Patrick O'Riley
- Kabir Bedi : Chandra Gupta
- Gerson Da Cunha : Man Singh
- Burt Young : Milai
- Robert Costanzo : Di Fazio
- David Brandon : Ashoka
- Andreas Apergis : Nick
- Sal Borgese : Sindhia
- Jeto Sanjana : Kim
- G.P. Singh : Gasbar Singh
- Christopher Heyerdahl : Walt
- Barbara Jones : Sally
- Suhaas Khandke : Kashvill
- Burke Lawrence : Norman
- Tony Lo Bianco : Vito Capece
- R.S. Mallik : Somir
- Walter Massey : Dr Donnelly
- Manju Mishra : Matail
- Gavin Packard : Shelton
- Manisha Parikh : Kiraun
- Daniel Pilon : Hamilton
- Sunila Pradhan : Nadar
- Deepak Qazir : le capitaine Hakmar
- Michael Rudder : Salamder Turrido
- Ashok Sharma : Gunari
- Felicia Shulman : Clerk
- Ivan Smith : le lieutenant Sayed
- Harry Standjofski : Provenzano